# Frédéric Fauthoux
Frédéric Fauthoux (Saint-Sever, Francia, 6 de diciembre de 1972) es un  exjugador y actual entrenador de baloncesto francés. Con una altura de 1.80 cm su posición en la cancha era la de base. Actualmente es el entrenador del JL Bourg Basket de la Pro A. El 25 de septiembre de 2024 sucedió a Vincent Collet como seleccionador nacional.

## Trayectoria

### Jugador
- Pau-Orthez (1990-2007)

### Entrenador
- Élan Pau-Nord Est (2012-2015)
- Paris-Levallois Basket (2015-2020)
- ASVEL Lyon-Villeurbanne (2020-2022)
- JL Bourg Basket (2022-presente)[2]
- Selección francesa (2024-presente)

## Palmarés
- Campeón de la Liga Francesa con el Pau Orthez en 1992, 1996, 1998, 1999, 2001, 2003, 2004.
- Campeón de la Copa francesa con el Pau Orthez en 2002, 2003, 2007.